# Nia Jax
Savelina Fanene (Sídney, Nueva Gales del Sur, 29 de mayo de 1984) es una luchadora profesional australianaestadounidense. Actualmente trabaja para la empresa WWE, donde se presenta en la marca SmackDown bajo el nombre de Nia Jax.
Entre sus logros, destacan dos reinados como Campeona Femenina de WWE, y dos como Campeona Femenina en Parejas junto a Shayna Baszler. Nia también participó en el primer Royal Rumble femenino, y sobresalió por haber sido la cuarta mujer en participar en la versión masculina.

## Primeros años
Fanene nació en Sídney, Australia, sin embargo se crio en Honolulu, Hawái y San Diego, California, es hija de Renate y Joseph Fanene. Asistió al Palomar College en San Marcos, California, donde formó parte del equipo de basketball.

## Carrera

### WWE

#### NXT (2015-2016)
Fanene firmó con WWE a comienzos de 2014 y fue asignada al territorio de desarrollo NXT. Fanene hizo su debut en-ring el 9 de mayo durante un house show de Raw en Jacksonville, Florida, bajo el nombre de Zada, donde hizo equipo con Devin Taylor siendo derrotadas por Bayley y Carmella. En agosto su nombre fue cambiado a Nia Jax.
Después de múltiples viñetas introductoras a lo largo de septiembre, Jax hizo su debut el 14 de octubre en un episodio de NXT, derrotando a Evie. Después de debutar, Jax comenzó una racha ganadora, derrotando a diferentes talentos de mejor. En noviembre, Jax formaría una alianza con Eva Marie, y empezaría su primer feudo con Bayley por el Campeonato femenino de NXT. Jax conseguirá un combate titular el 16 de diciembre en NXT TakeOver: London, donde sería derrotada por primera vez desde su llegada a NXT.
El 27 de abril en NXT, acompañó a Eva en su lucha contra Asuka, luego de que esta última ganara, Nia entró al ring, comenzando así una rivalidad con Asuka.
El 1 de junio de 2016 en la firma de contrato por el Campeonato Femenino de NXT le aplicó un Powerbomb a Asuka y luchará en 8 de junio en NXT TakeOver: The End por dicho título contra Asuka. En dicho evento, fue derrotada por Asuka.

#### Roster Principal (2016-2018)
El 19 de julio en SmackDown, ascendió al roster principal al ser enviada desde NXT a la marca Raw, siendo la única luchadora en ascender a dicha marca. El 25 de julio, hizo su debut oficial como heel, luchando contra una competidora local en la cual salió victoriosa. En las siguientes semanas, comenzó una racha de victorias al derrotar a varias competidoras locales.
El 5 de septiembre en Raw, tras derrotar a otra competidora local, tras bastidores, fue confrontada por Alicia Fox (quien era amiga de la competidora) iniciando una rivalidad. El 12 de septiembre en Raw, se enfrentó ante Alicia Fox, lucha que terminó sin ganadora debido a que Jax le aplicó un Spear a Fox contra los muros de protección. En Clash of Champions, derrotó a Fox. El 31 de octubre en Raw, se anunció que Jax sería parte del Team Raw en Survivor Series. Esa misma noche, derrotó a Bayley. En Survivor Series, fue eliminada por Becky Lynch en el Traditional Survivor Series Match. Tras la lucha, atacó a Lynch.
El 19 de diciembre en Raw, salió para confrontar a Sasha Banks a quien atacó después, comenzando una rivalidad con ésta.
El 2 de abril de 2017 luchó en un combate Fatal-4 Way eliminatorio por el Raw Women's Championship contra  Charlotte Flair, Sasha Banks y la campeona  Bayley en WrestleMania 33, pero no consiguió ganar siendo eliminada por estas tres juntas. En la edición de Raw Post Wrestlemania se pactó una lucha de relevos australianos donde Nia Jax hizo equipo con Emma y Charlotte Flair para enfrentar a Sasha Banks, Bayley y Dana Brooke, lucha la cual perdieron, al final de la lucha Charlotte les recriminó a Emma y a Jax su derrota y comenzó a empujarlas hasta que Jax la atacó dejándola tendida en el ring y cambiando así a Tweener. El 5 de junio Jax tuvo una oportunidad por el Campeonato Femenil de Raw en el cual se enfrentó a Alexa Bliss, dicho combate lo ganó Bliss gracias a la interferencia de Dana Brooke y Mickie James, al finalizar la lucha Jax atacó a estás dos por haber interferido. El 26 de junio Jax se enfrentó en el primer combate Gauntlet Match femenino para determinar a la retadora #1 por el Campeonato Femenil de Raw en donde logró eliminar a Bayley, Mickie James, Dana Brooke y a Emma pero fue eliminada por Sasha Banks en la cual está salió ganadora.
El 28 de agosto después de que Alexa Bliss derrotara a Sasha Banks logrando ganar el Campeonato Femenil de Raw por segunda vez, Jax sale a felicitarla para terminar atacando tanto a Banks como a Bliss. El 4 de septiembre en Raw, Jax y Emma salieron victoriosas para obtener una oportunidad titular en No Mercy, puesto que si ambas derrotaban a Sasha Banks y Alexa Bliss, la lucha se transformaría en una amenaza de cuatro y posteriormente de 5 al ser añadida Bayley, sin embargo Bliss salió como la ganadora de dicha lucha. El 28 de enero del 2018 participó en el primer Royal Rumble femenino como la "#22", durante la lucha eliminó a Kelly Kelly, Jacqueline, Naomi y Ruby Riott, sin embargo terminaría siendo eliminada por la alianza compuesta por Trish Stratus, The Bella Twins, Sasha Banks, Bayley, Natalya y Asuka. El 25 de febrero enfrentó a Asuka en Elimination Chamber, si ella ganaba sería añadida a la cartelera de WrestleMania 34 como parte de la lucha por el Campeonato femenino de Raw, sin embargo, salió derrotada.

#### Campeona de Raw (2018)

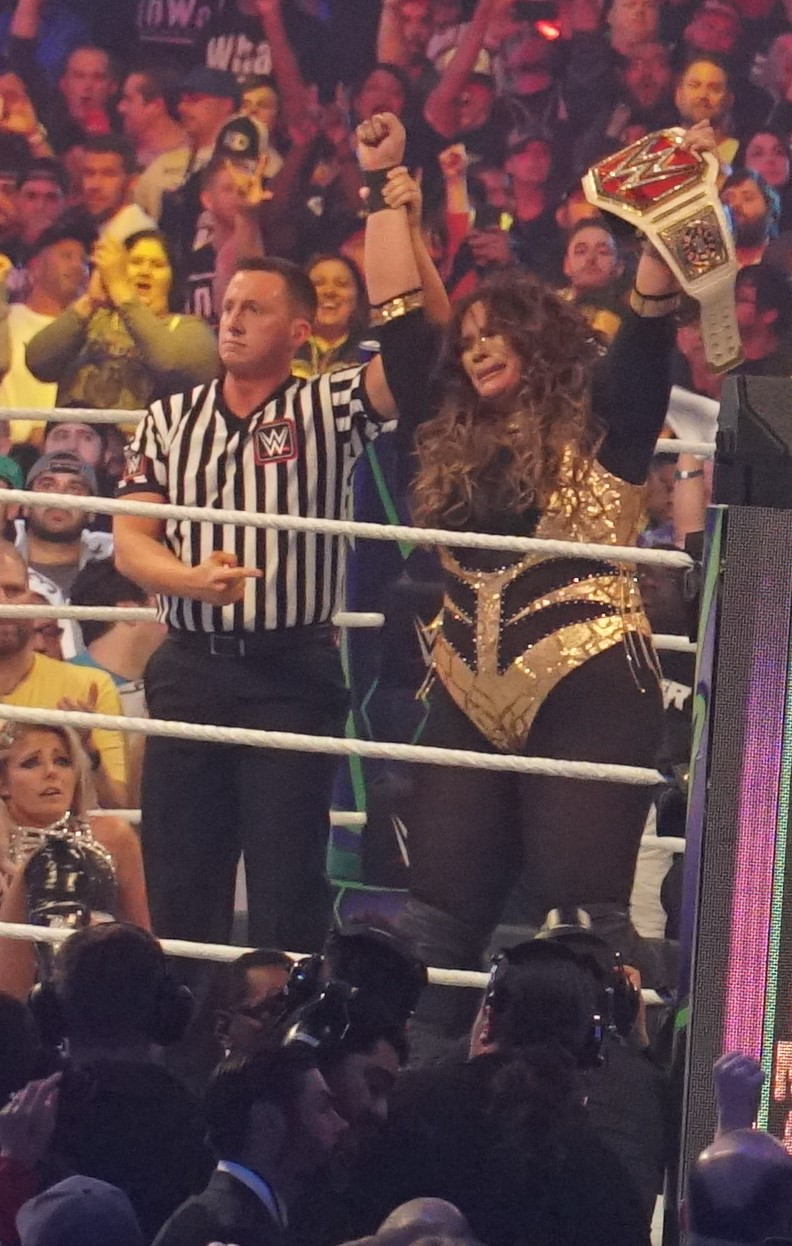
Jax después de ganar el Raw Women's Championship en WrestleMania 34.

El 12 de marzo en Raw, Nia cambia a face después de escuchar una conversación de Alexa y Mickie James donde se estaban burlando de ella, para el 19 de marzo se pactó que Jax enfrentaría a Bliss en WrestleMania 34 por el campeonato femenino de Raw. En WrestleMania Jax se convierte en la nueva campeona femenina de Raw después de derrotar a Bliss. La noche siguiente, Jax hizo equipo con la debutante de NXT Ember Moon derrotando a Mickie James y Alexa Bliss. El 17 de junio del 2018 en Money In The Bank, Alexa Bliss quien fuera la Miss MITB 2018, canjea exitosamente su maletín y gana, derrotando a Nia Jax y así perdiendo el Raw Women's Championship, esto ocurrió durante el combate que Jax disputaba contra Ronda Rousey. El 15 de julio Nia Jax tuvo su revancha por el Raw Womens Championship en Extreme Rules ante Bliss, dicho combate tenía estipulación de reglas extremas, sin embargo Nia fue derrotada por interferencia de Mickie James. Estuvo ausente desde el PPV Extreme Rules, debido a una lesión causada en su revancha.
Nia hizo su regreso el 17 de septiembre en un episodio de Monday Night Raw, haciendo equipo con Ember Moon para que ambas salieran victoriosas derrotando a Mickie James y Alicia Fox. El 28 de octubre, tuvo una participación en el primer PPV Femenino WWE Evolution en un histórico Battle Royal, donde la ganadora sería futura rival de la campeona, Nia Jax eliminó a Alundra Blayze, Maria Kanellis, Zelina Vega y finalmente, Ember Moon.

#### División en parejas (2018-2021)
El 5 de noviembre en Raw, Nia cambió nuevamente a Heel uniéndose a Tamina después de atacar a Ember Moon, Jax y Tamina iniciaron entonces una rivalidad con Ronda Rousey, campeona que Nia había elegido para hacer efectiva su oportunidad titular, sin embargo, salió derrotada. Durante un segmento de invasión para promocionar Survivor Series a mediados noviembre, Nia le provocó genuinamente una conmoción cerebral y fractura de nariz a Becky Lynch por un puñetazo en la cara. El 27 de enero de 2019, en Royal Rumble, Jax se convirtió en la segunda persona (después de Beth Phoenix) en participar tanto en la batalla de hombres como en la de mujeres, siendo la primera y única en hacerlo el mismo día, Jax logró eliminar en conjunto con sus dos apariciones a Bayley, Io Shirai, Natalya y Mustafa Ali, sin embargo fue eliminada por Lynch en la femenina y por Randy Orton y Rey Mysterio en la masculina (siendo la cuarta mujer en participar en esta última luego de Chyna, Phoenix y Kharma).
Después de un tiempo de establecerse como equipo junto a Tamina, ambas clasificaron a la lucha Elimination Chamber que se llevaría a cabo en el evento homónimo para coronar a las primeras Campeonas Femeninas por Equipos, derrotando a Alexa Bliss y Mickie James. En el evento fueron eliminadas por la dupla que a la postre sería la ganadora, The Boss 'n' Hug Connection (Sasha Banks y Bayley), iniciando un feudo con las estas, mismo que concluyó en WWE Fastlane, siendo derrotadas. Tras la lucha, atacaron a las ganadoras, que fueron defendidas sin éxito por Beth Phoenix (quien se encontraba comentando la lucha) y Natalya. En WrestleMania 35, Jax y Tamina formaron parte de la fatal four-way match por los Campeonatos femeninos en parejas, sin embargo, la lucha fue ganada por The IIconics (Billie Kay y Peyton Royce). Poco después, Jax reveló que tenía que someterse a una cirugía para reparar el ligamento anterior cruzado de ambas rodillas, misma que la mantuvo inactiva casi un año.
El 6 de abril de 2020 en Raw, Nia hizo su regreso derrotando a Deonna Purrazzo. Participó en Money in the Bank por el maletín pero no logró ganar siendo Asuka la ganadora del maletín. Tras esto, Jax se alió con Shayna Baszler en Payback, derrotando a Bayley y Sasha Banks, ganando a su vez los Campeonatos Femeninos de Parejas de la WWE por primera vez en su carrera. En el Raw del 5 de octubre, junto a Shayna derrotó a The Riott Squad (Liv Morgan y Ruby Riott), reteniendo exitosamente por primera vez los Campeonatos Femeninos de Parejas de la WWE. En noviembre ambas fueron anunciadas para el Team Raw en la Traditional Survivor Series Elimination Women's Match en Survivor Series. Las siguientes semanas mantuvo un feudo con Lana, a quien atacó y derrotó en numerosas ocasiones alegando que no pertenecía a la división femenina por su falta de talento. En Survivor Series, junto a Shayna, Lacey Evans, Peyton Royce y Lana derrotaron al Team SmackDown (Bayley, Bianca Belair, Natalya, Liv Morgan y Ruby Riott). En TLC: Tables, Ladders & Chairs, Nia y Shayna perdieron los campeonatos ante Asuka y Charlotte Flair, terminando con un reinado de 112 días. Sin embargo los recuperaron en el Kick-Off de Royal Rumble, ganando los campeonatos por segunda vez.
Durante los siguientes meses tuvieron defensas exitosas sobre diferentes equipos, como Sasha Banks y Bianca Belakr, Naomi y Lana, Asuka y Charlotte, incluso en NXT derrotaron a Dakota Kai y Raquel González, siendo este último encuentro el que marcó la última defensa de las preseas en la marca amarilla, puesto que serían introducidos los propios. La siguiente semana, Jax y Baszler empezaron a ser acompañadas por Reginald, con quien Nia tenía algún tipo de interés romántico, este les ayudó en algunos combates distrayendo a sus oponentes para darles la victoria. en el SmackDown! del 19 de marzo, se enfrentó a Sasha Banks por el Campeonato Femenino de SmackDown, sin embargo, perdió debido a un ataque accidental de Shayna Baszler. En la segunda noche de WrestleMania 37, Baszler y Jax defendieron los títulos en pareja exitosamente ante Natalya y Tamina, con quienes siguieron manteniendo una rivalidad. Después de múltiples luchas individuales y de parejas entre los dos equipos, Baszler y Jax perdieron los campeonatos ante ellas en el episodio del 14 de mayo de SmackDown. En el episodio del 31 de mayo de Raw, Baszler comenzó una rivalidad individual con Alexa Bliss, alegando que el uso de sus "poderes" era la razón por la que ella y Jax habían perdido los títulos, empezando a perder un gran número de combates por Reginald, quien causó fricciones entre las dos. En el episodio del 20 de septiembre en Raw después semanas de problemas con Shayna, su alianza terminó cuando esta la atacó brutalmente después de derrotarla en su primer encuentro uno a uno, rompiendo su brazo en el proceso (kayfabe).
El 4 de noviembre del 2021, Savelina Fanene (Nia Jax) fue liberada de su contrato con WWE después de 7 años con la compañía. Después de su liberación, surgieron rumores que la responsabilizaron directamente de su despido, estos apuntaban que Fanene y otras cuatro estrellas se habían negado a tomar la vacuna contra Covid-19, lo que va en contra de las políticas de la WWE, sin embargo, ella misma salió a desmentir tales acusaciones mediante un comunicado. En este, alegó que había solicitado tiempo libre fuera de la empresa en septiembre por problemas de salud mental, mismo que se le fue otorgado al concluir su alianza con Shayna, sin embargo, recibió un mes para empezar a trabajar en su regreso desde el 15 de noviembre, ella al negarse y solicitar más tiempo fuera no recibió respuesta por la empresa, siendo finalmente puesta en libertad. Después de dar el comunicado, Fanene reveló el 29 de noviembre en sus redes sociales que era improbable que regresara al mundo de la lucha libre ya que quería enfocarse en otros rubros de su carrera.

### Regreso a WWE (2023-presente)

#### Feudo con Rhea Ripley (2023)
El 28 de enero de 2023 en Royal Rumble, Fanene hizo un breve regreso a la WWE como Nia Jax ingresando al Royal Rumble match femenino en el puesto #30, pero sería eliminada por otras 11 luchadoras al mismo tiempo, algo inédito en un Royal Rumble.
El 11 de septiembre en Raw, Nia regreso a tiempo completo después de 9 meses atacando a Raquel Rodríguez durante su lucha por el Campeonato Mundial Femenino contra Rhea Ripley, lo que provocó que Rodríguez perdiera la lucha. Después del combate, Jax también atacó a Ripley.

#### Queen of the Ring y Campeona Femenina de WWE (2025-2025)
En el episodio del 26 de abril de 2024 de SmackDown, durante la primera noche del Draft de WWE, fue trasladada a la marca SmackDown. El 25 de marzo en King and Queen of the Ring, derrotó a Lyra Valkyria en las finales del torneo Queen of the Ring, ganando una lucha por el Campeonato Femenino de WWE en SummerSlam. En dicho evento, llevado a cabo el 3 de agosto, venció a Bayley para ganar el título, luego de una interferencia perpetrada por su aliada, Tiffany Stratton.
En el episodio del 3 de enero de 2025 de SmackDown, logró defender su título con éxito contra Naomi, esto gracias a una interferencia por parte de sus asociadas, Candice LeRae y Stratton. Sin embargo, luego del encuentro, Stratton atacó a Jax y canjeo exitosamente su maletín de Money in the Bank, terminando el reinado de Jax a los 153 días.

## Vida personal
Fanene de ascendencia Samoana y Alemana, y miembro de la famosa familia Anoa'i. Es prima de Roman Reigns, Dwayne "The Rock" Johnson y Tamina.
El 2 de agosto del 2014, Fanene y su tía, Ata Maivia-Johnson, fueron golpeadas cabeza-abajo en un Cadillac Escalade por un conductor ebrio cuando se dirigían a casa después de un evento de caridad en Clermont, Florida. Fanene y Maivia-Johnson fueron hospitalizadas con lesiones después del accidente. El otro conductor fue posteriormente acusado de conducir bajo los efectos del alcohol. Fanene reveló que Alexa Bliss fue su mejor amiga durante su etapa de desarrollo al ser la primera persona con la que se relacionó.

## Otros medios

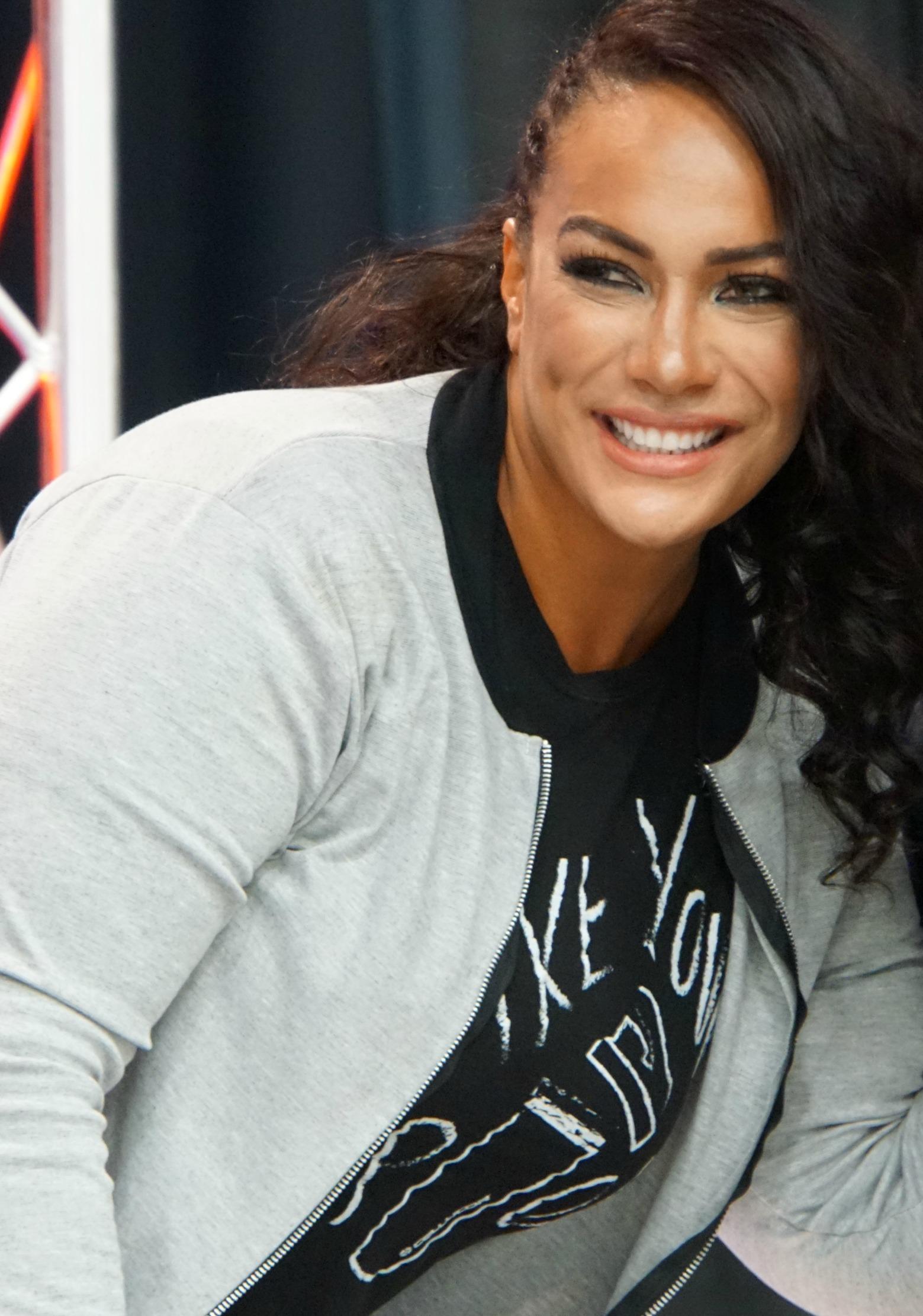
Fanene en abril de 2016

### Televisión
| Año         | Título      | Papel      |
| ----------- | ----------- | ---------- |
| 2017 - 2019 | Total Divas | Ella misma |

### Videojuegos
Fanene ha hecho aparición en algunas entregas de los videojuegos de WWE, entre ellos:
| Año  | Juego                                                           | Notas                      | Marca     |
| ---- | --------------------------------------------------------------- | -------------------------- | --------- |
| 2016 | WWE SuperCard (Season: 2), WWE 2K17 y WWE SuperCard (Season: 3) | Debut - como DLC.          | RAW       |
| 2017 | WWE 2K18 y WWE: TapMania.                                       |                            | RAW       |
| 2018 | WWE 2K19                                                        |                            | RAW       |
| 2019 | WWE 2K20 y WWE 2K Battlegrounds                                 |                            | RAW       |
| 2024 | WWE 2K24                                                        | Disponible en paquete DLC. | SmackDown |

## Campeonatos y logros
- World Wrestling Entertainment/WWE
  - WWE (Raw) Women's Championship (2 veces)

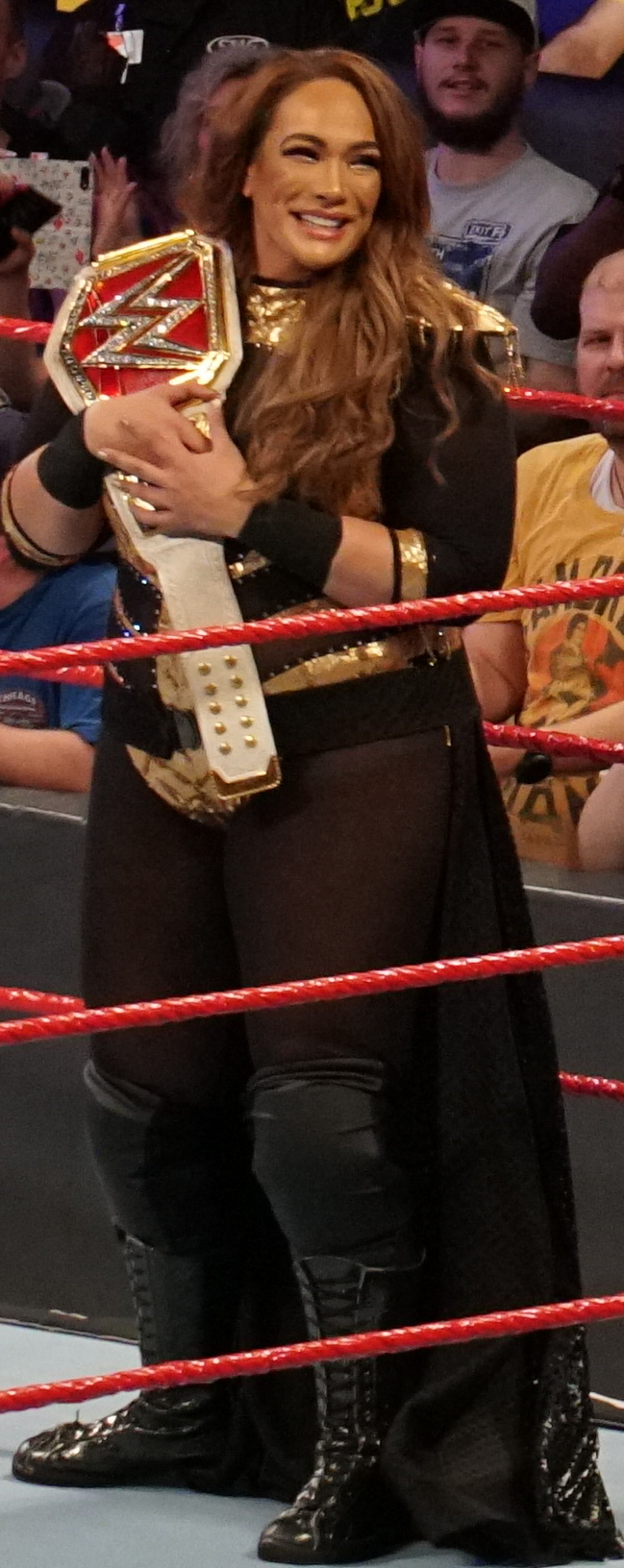
Nia Jax como la Campeona femenina de Raw

  - WWE Women's Tag Team Championship (2 veces) – con Shayna Baszler
  - Queen of the Ring (2024)

- Pro Wrestling Illustrated
  - Rookie del año (2016)[58]
  - Situada en el Nº23 en el PWI Female 50 en 2016.
  - Situada en el Nº22 en el PWI Female 50 en 2017.
  - Situada en el Nº8 en el PWI Female 100 en 2018.
  - Situada en el Nº69 en el PWI Female 100 en 2020.
  - Situada en el Nº69 en el PWI Female 150 en 2021